# Tommy Ramone
Tommy Ramone, egentligen Thomas Erdelyi, född Erdélyi Tamás den 29 januari 1949 i Budapest i Ungern, död 11 juli 2014 i Queens i New York, var en amerikansk trumslagare. Tommy Ramone var punkgruppen Ramones första trumslagare. Han producerade och spelade med gruppen på deras tre första studioalbum och på deras första livealbum 1974–1978 och ersattes av Marky Ramone. Tommy Erdelyi medverkade även efter sitt avhopp som producent på ett par av Ramones skivor. Tommy Ramone avled i gallgångscancer sitt hem i Ridgewood i Queens, 11 juli 2014 och var den sista överlevande av originalmedlemmarna i The Ramones.